# カルロス・アルバラード
カルロス・アンドレス・アルバラード・ケサダ（スペイン語: Carlos Andrés Alvarado Quesada、1980年1月14日 - ）は、コスタリカの政治家、作家。2018年5月8日より2022年まで大統領（第47代）を務めた。市民行動党(PAC)所属。ルイス・ギジェルモ・ソリス大統領のもとで、2016年から2017年まで労働・社会保障大臣を務めた。2018年4月1日に大統領選挙の決選投票で対立候補のファブリシオ・ヘラルド・アルバラード・ムニョスを破り当選した。